# Campionati mondiali juniores di sci nordico 2006
I campionati mondiali juniores di sci nordico 2006 si sono svolti dal 30 gennaio al 5 febbraio 2006 a Kranj, in Slovenia. Si sono disputate competizioni nelle diverse specialità dello sci nordico: combinata nordica, salto con gli sci e sci di fondo.
A contendersi i titoli di campioni mondiali juniores sono stati i ragazzi e le ragazze fino ai vent'anni (nati nel 1986 e più giovani).

## Risultati

### Uomini

#### Combinata nordica

##### Individuale 10 km
| Pos. | Atleta                | Nazione   | Tempo   |
| ---- | --------------------- | --------- | ------- |
| 1    | François Braud        | Francia   |         |
| 2    | Tom Beetz             | Germania  | +47,7   |
| 3    | Miroslav Dvořák       | Rep. Ceca | +50,1   |
| 4    | Tomaž Druml           | Austria   | +1:09,7 |
| 5    | Torkild Rasmussen Aam | Norvegia  | +1:28,6 |
| 6    | Stefan Tuss           | Germania  | +1:38,6 |
| 7    | Akito Watabe          | Giappone  | +1:42,0 |
| 8    | Toni Englert          | Germania  | +1:46,8 |
| 9    | Alfred Rainer         | Austria   | +1:53,9 |
| 10   | Marco Pichlmayer      | Austria   | +2:00,4 |

1º febbraio

Trampolino: Bauhenk HS109

Fondo: 10 km

##### Sprint 5km
| Pos. | Atleta                | Nazione   | Tempo |
| ---- | --------------------- | --------- | ----- |
| 1    | Tom Beetz             | Germania  |       |
| 2    | Akito Watabe          | Giappone  | +2,6  |
| 3    | Miroslav Dvořák       | Rep. Ceca | +10,4 |
| 4    | Torkild Rasmussen Aam | Norvegia  | +11,2 |
| 5    | Marco Pichlmayer      | Austria   | +29,8 |
| 6    | Rok Rozman            | Slovenia  | +36,6 |
| 7    | Stefan Tuss           | Germania  | +42,2 |
| 8    | Anže Obreza           | Slovenia  | +42,3 |
| 9    | Anton Kamenev         | Russia    | +43,4 |
| 10   | Tomaž Druml           | Austria   | +45,9 |

5 febbraio

Trampolino: Bauhenk HS109

Fondo: 5 km

##### Gara a squadre
| Pos. | Nazione     | Atleti                                                            | Tempo   |
| ---- | ----------- | ----------------------------------------------------------------- | ------- |
| 1    | Germania    | Toni Englert Ruben Welde Stefan Tuss Tom Beetz                    |         |
| 2    | Austria     | Tomaž Druml Tobias Kammerlander Marco Pichlmayer Alfred Rainer    | +0,3    |
| 3    | Norvegia    | Jonas Nermoen Joakim Aakvik Torkild Rasmussen Aam Thomas Kjelbotn | +30,1   |
| 4    | Slovenia    | Anže Obreza Mitja Oranič Rok Zima Rok Rozman                      | +3:17,1 |
| 5    | Russia      | Aleksej Solov'ev Denis Isajkin Ivan Panin Anton Kamenev           | +3:41,4 |
| 6    | Rep. Ceca   | Martin Skopek Petr Kutal Miroslav Dvořák Lukáš Havránek           | +3:57,3 |
| 7    | Italia      | Daniele Errath Alessandro Pittin Armin Bauer Davide Bresadola     | +4:42,8 |
| 8    | Svizzera    | Tim Hug Joel Bieri Tommy Schmid Marco Gerber                      | +5:09,4 |
| 9    | Finlandia   | Joakim Lehto Olli Moutka Lauri Asikainen Ville Tuppurainen        | +5:10,9 |
| 10   | Stati Uniti | Willy Graves Skyler Keate Logan Oxford Bryan Fletcher             | +5:25,6 |

3 febbraio

Trampolino: Bauhenk HS109

Fondo: 4x5 km

#### Salto con gli sci

##### Trampolino normale
| Pos. | Atleta                | Nazione  | Punti |
| ---- | --------------------- | -------- | ----- |
| 1    | Gregor Schlierenzauer | Austria  | 259,6 |
| 2    | Jurij Tepeš           | Slovenia | 249,4 |
| 3    | Andrea Morassi        | Italia   | 247,4 |
| 4    | Łukasz Rutkowski      | Polonia  | 245,8 |
| 5    | Shōhei Tochimoto      | Giappone | 244,5 |
| 6    | Kenshirō Itō          | Giappone | 241,8 |
| 7    | Mario Innauer         | Austria  | 239,7 |
| 8    | Robert Hrgota         | Slovenia | 231,6 |
| 9    | Primož Roglič         | Slovenia | 231,1 |
| 10   | Yūhei Sasaki          | Giappone | 230,3 |
| 10   | Gregory Baxter        | Canada   | 230,3 |

15 marzo

Trampolino: Bauhenk HS109

##### Gara a squadre
| Pos. | Nazione     | Atleti                                                                         | Punti |
| ---- | ----------- | ------------------------------------------------------------------------------ | ----- |
| 1    | Austria     | Mario Innauer Thomas Thurnbichler Arthur Pauli Gregor Schlierenzauer           | 930,6 |
| 2    | Slovenia    | Jurij Tepeš Primož Roglič Robert Hrgota Jernej Košnjek                         | 927,7 |
| 3    | Giappone    | Yūhei Sasaki Naoya Toyama Kenshirō Itō Shōhei Tochimoto                        | 900,8 |
| 4    | Germania    | Severin Freund Andreas Wank Tobias Bogner Oliver Alberer                       | 838,3 |
| 5    | Norvegia    | Atle Pedersen Rønsen Kim René Elverum Sorsell Andreas Stjernen Eirik Kjelstrup | 832,6 |
| 6    | Finlandia   | Mika Kauhanen Sami Niemi Jesper Ruuth Ville Larinto                            | 813,0 |
| 7    | Polonia     | Sebastian Toczek Kamil Kowal Łukasz Rutkowski Dawid Kubacki                    | 772,7 |
| 8    | Stati Uniti | Anders Johnson Nicholas Fairall Michael Glasder Trevor Wert                    | 732,9 |
| 9    | Svezia      | Carl Nordin Fredrik Balkåsen Alexander Mitz Niklas Eriksson                    | 366,0 |
| 10   | Francia     | Benjamin Bourqui Matias Bourdel Yoann Taillard Jordan Taillard                 | 352,6 |

17 marzo

Trampolino: Bauhenk HS109

#### Sci di fondo

##### Sprint
| Pos. | Atleta          | Nazione   |
| ---- | --------------- | --------- |
| 1    | Petter Northug  | Norvegia  |
| 2    | Daniel Heun     | Germania  |
| 3    | Anton Smirnov   | Russia    |
| 4    | Anders Gløersen | Norvegia  |
| 5    | Antti Häkämies  | Finlandia |
| 6    | Jöri Kindschi   | Svizzera  |
| 7    | Thomas Ebner    | Austria   |
| 8    | Nikolaj Morilov | Russia    |
| 9    | Martti Jylhä    | Finlandia |
| 10   | Johan Edin      | Svezia    |

31 gennaio

Tecnica libera

##### 10 km
| Pos. | Atleta              | Nazione    | Tempo   |
| ---- | ------------------- | ---------- | ------- |
| 1    | Petter Northug      | Norvegia   | 26:33,2 |
| 2    | Martin Jakš         | Rep. Ceca  | 26:58,4 |
| 3    | Dario Cologna       | Svizzera   | 27:53,6 |
| 4    | Stefan Seifert      | Germania   | 28:08,2 |
| 5    | Il'ja Černousov     | Russia     | 28:10,6 |
| 6    | Aleksej Poltoranin  | Kazakistan | 28:16,4 |
| 7    | Keishin Yoshida     | Giappone   | 28:17,6 |
| 8    | Eirik Kurland Olsen | Norvegia   | 28:20,9 |
| 9    | Glenn Elvestad      | Norvegia   | 28:30,5 |
| 10   | Nikolaj Morilov     | Russia     | 28:37,7 |

1º febbraio

Tecnica classica

##### Inseguimento
| Pos. | Atleta              | Nazione   | Tempo   |
| ---- | ------------------- | --------- | ------- |
| 1    | Petter Northug      | Norvegia  | 51:34,3 |
| 2    | Il'ja Černousov     | Russia    | 51:39,6 |
| 3    | Martin Jakš         | Rep. Ceca | 51:45,8 |
| 4    | Eirik Sæves         | Norvegia  | 51:53,5 |
| 5    | Keishin Yoshida     | Giappone  | 51:58,1 |
| 6    | Stefan Seifert      | Germania  | 52:10,5 |
| 7    | Eirik Kurland Olsen | Norvegia  | 52:25,0 |
| 8    | Daniel Heun         | Germania  | 52:30,5 |
| 9    | Manuel Schnurrer    | Germania  | 52:30,8 |
| 10   | Maurice Manificat   | Francia   | 52:31,3 |

3 febbraio

10 km tecnica classica - 10 km tecnica libera

##### Staffetta 4x5 km
| Pos. | Nazione    | Atleti                                                               | Tempo   |
| ---- | ---------- | -------------------------------------------------------------------- | ------- |
| 1    | Norvegia   | Glenn Elvestad Eirik Kurland Olsen Eirik Sæves Petter Northug        | 47:15,7 |
| 2    | Russia     | Nikolaj Morilov Jurij Vinogradov Andrej Parfenov Il'ja Černousov     | 47:30,5 |
| 3    | Rep. Ceca  | Aleš Razým Jan Krška Ondřej Horyna Martin Jakš                       | 47:31,4 |
| 4    | Germania   | Oliver Wünsch Stefan Seifert Manuel Schnurrer Daniel Heun            | 47:35,8 |
| 5    | Kazakistan | Sergej Čerepanov Puslan Očilov Ivan Drobjazko Aleksej Poltaranin     | 48:36,6 |
| 6    | Finlandia  | Martti Jylhä Erik Lindroos Lari Lehtonen Antti Häkämies              | 48:45,2 |
| 7    | Svezia     | Markus Ottosson Anton Sjöholm Magnus Engström Anders Jonsson         | 48:47,4 |
| 8    | Francia    | Adrien Mougel Yann Soubeyrand Maurice Manificat Guilhem Alexandre    | 49:16,4 |
| 9    | Italia     | Richard Vuillermoz Fabrizio Clementi Daniele Compagnoni Luca Gorret  | 49:27,8 |
| 10   | Canada     | Alex Harvey Frédéric Touchette Christopher Butler Haakon James Lenes | 50:20,0 |

5 febbraio

### Donne

#### Salto con gli sci

##### Trampolino normale
| Pos. | Atleta                     | Nazione     | Tempo |
| ---- | -------------------------- | ----------- | ----- |
| 1    | Juliane Seyfarth           | Germania    | 255,8 |
| 2    | Atsuko Tanaka              | Canada      | 223,4 |
| 3    | Elena Runggaldier          | Italia      | 217,8 |
| 4    | Lisa Demetz                | Italia      | 216,5 |
| 5    | Roberta D'Agostina         | Italia      | 213,1 |
| 6    | Jacqueline Seifriedsberger | Austria     | 210,3 |
| 7    | Eva Logar                  | Slovenia    | 206,8 |
| 8    | Abby Hughes                | Stati Uniti | 197,5 |
| 9    | Katie Willis               | Canada      | 195,9 |
| 10   | Vladěna Pustková           | Rep. Ceca   | 191,0 |

5 febbraio

Trampolino: Bauhenk HS109

#### Sci di fondo

##### Sprint
| Pos. | Atleta                     | Nazione     |
| ---- | -------------------------- | ----------- |
| 1    | Astrid Uhrenholdt Jacobsen | Norvegia    |
| 2    | Natal'ja Matveeva          | Russia      |
| 3    | Celine Brun-Lie            | Norvegia    |
| 4    | Charlotte Kalla            | Svezia      |
| 5    | Svetlana Nikolaeva         | Russia      |
| 6    | Eliška Hájková             | Rep. Ceca   |
| 7    | Morgan Smyth               | Stati Uniti |
| 8    | Eva Nývltová               | Rep. Ceca   |
| 9    | Mia Eriksson               | Svezia      |
| 10   | Kerstin Muschet            | Austria     |

31 gennaio

Tecnica libera

##### 5 km
| Pos. | Atleta                     | Nazione   | Tempo   |
| ---- | -------------------------- | --------- | ------- |
| 1    | Astrid Uhrenholdt Jacobsen | Norvegia  | 13:57,9 |
| 2    | Eva Nývltová               | Rep. Ceca | 14:16,3 |
| 3    | Charlotte Kalla            | Svezia    | 14:30,6 |
| 4    | Barbara Jezeršek           | Slovenia  | 14:40,5 |
| 5    | Eliška Hájková             | Rep. Ceca | 14:40,9 |
| 6    | Amanda Ammar               | Canada    | 14:42,0 |
| 7    | Marte Elden                | Norvegia  | 14:43,9 |
| 8    | Laure Barthélémy           | Francia   | 14:47,5 |
| 9    | Svetlana Nikolaeva         | Russia    | 14:48,2 |
| 10   | Ingunn Weltzien            | Norvegia  | 14:52,7 |

1º febbraio

Tecnica classica

##### Inseguimento
| Pos. | Atleta                     | Nazione     | Tempo   |
| ---- | -------------------------- | ----------- | ------- |
| 1    | Charlotte Kalla            | Svezia      | 29:12,2 |
| 2    | Betty Ann Bjerkreim Nilsen | Norvegia    | 29:12,2 |
| 3    | Eva Nývltová               | Rep. Ceca   | 29:21,8 |
| 4    | Emma Bergman               | Svezia      | 29:55,8 |
| 5    | Marte Elden                | Norvegia    | 29:55,9 |
| 6    | Anna Haag                  | Svezia      | 29:57,2 |
| 7    | Amanda Ammar               | Canada      | 30:04,1 |
| 7    | Liz Stephen                | Stati Uniti | 30:04,1 |
| 9    | Anna Simberg               | Svezia      | 30:04,9 |
| 10   | Tat'jana Morogova          | Russia      | 30:10,5 |

3 febbraio

5 km tecnica classica - 5 km tecnica libera

##### Staffetta 4x3,3 km
| Pos. | Nazione     | Atleti                                                                         | Tempo   |
| ---- | ----------- | ------------------------------------------------------------------------------ | ------- |
| 1    | Norvegia    | Ingunn Weltzien Marit Liland Fredriksen Marte Elden Betty Ann Bjerkreim Nilsen | 34:59,0 |
| 2    | Svezia      | Emma Bergman Anna Simberg Anna Haag Charlotte Kalla                            | 35:04,2 |
| 3    | Russia      | Nina Rysina Larisa Šajdurova Tat'jana Morogova Svetlana Nikolaeva              | 35:14,6 |
| 4    | Finlandia   | Ulla Kiili Tiina Taskinen Noora Virtanen Satu Annila                           | 35:35,7 |
| 5    | Stati Uniti | Morgan Smyth Sadie Bjornsen Alexa Turzian Liz Stephen                          | 35:52,8 |
| 6    | Francia     | Laure Barthélémy Pauline Caprini Anouk Faivre-Picon Solenne Roudot             | 36:01,5 |
| 7    | Rep. Ceca   | Eliška Hájková Lenka Munclingerová Soňa Tolarová Eva Nývltová                  | 36:15,9 |
| 8    | Ucraina     | Maryja Loseva Maryna Ancybor Larysa Radevyč Galyna Mychnjuk                    | 36:19,2 |
| 9    | Germania    | Franziska Schneider Raphaela Sieber Denise Herrmann Carolin Haibel             | 36:22,7 |
| 10   | Bielorussia | Aleksandra Knap Jana Chrakovič Marija Staravojtava Nadzeja Akunevič            | 36:22,8 |

5 febbraio